# Asiatiska U19-mästerskapen i beachvolley
Asiatiska U19-mästerskapen i beachvolley är ett internationellt mästerskap som arrangeras av AVC och som hålls vartannat år för lag bestående av max 19 år gamla spelare.

## Resultat per år[1]

### Damer
| Upplaga | Säte          | Guld                                                | Silver                                            | Brons                                             | Fyra                                                                                 |
| ------- | ------------- | --------------------------------------------------- | ------------------------------------------------- | ------------------------------------------------- | ------------------------------------------------------------------------------------ |
| 2016    | Vientiane     | Thailand Naphatsawan Khongchaloem Sirinuch Kawfong  | Nya Zeeland Alice Zeimanin Emily Johnston         | Kina Wang Xinxin Cao Shuting                      | Thailand Charunratwadee Patcharamainaruebhorn Worapeerachayakorn Kongphopsarutawadee |
| 2018    | Nakhon Pathom | Thailand Pawarun Chanthawichai Thatsarida Singchuea | Kina Cao Shuting Zeng Jinlin                      | Kazakstan Alina Rachenko Yelizaveta Veropkina     | Indonesien Vitria Rahayu Ragil Ningtyas                                              |
| 2021    | Nakhon Pathom | Australien Alisha Stevens Stefanie Fejes            | Thailand Suchinna Choemphun Apinya Saengpaeng     | Thailand Patcharaporn Seehawong Jidapa Bunongkhun | Australien Jasmine Fleming Jesse Mann                                                |
| 2022    | Roi Et        | Thailand Salinda Mungkhon Samitta Simarongnam       | Thailand Patcharaporn Seehawong Jidapa Bunongkhun | Thailand Suchinna Choemphun Somruedee Koedkaew    | Kina Li Han Yao Xin                                                                  |
| 2024    | Roi Et        | Australien Jasmine Rayner Cameron Zajer             | Thailand Varagkhana Sogalee Somruedee Koedkaew    | Kina Lei Yijing Qi Siyu                           | Thailand Piyathida Onlaoo Orathai Sembut                                             |

### Herrar
| Upplaga | Säte          | Guld                                                        | Silver                                        | Brons                                              | Fyra                                          |
| ------- | ------------- | ----------------------------------------------------------- | --------------------------------------------- | -------------------------------------------------- | --------------------------------------------- |
| 2016    | Roi Et        | Thailand Konsiphong Vaikuntha-Anuchit / Keattisak Naksompoi | Australien Paul Burnett Marcus Feruson        | Iran Alireza Aghajani Ali Shahbazi                 | Iran Mohammadreza Hazratpour Salar Ghanidel   |
| 2018    | Nakhon Pathom | Indonesien Bintang Akbar Danang Herlambang                  | Thailand Phichakon Narathon Phanuphong Thanan | Iran Nurdos Aldash / Abdulmajid Mokhammad          | Pakistan Zarnab Khan Afaq Khana               |
| 2021    | Nakhon Pathom | Iran Abolhassan Khakizadeh Ali Ghorbanpasandi               | Thailand Wachirawit Muadpha Netitorn Muneekul | Kazakstan Damir Lapov Darkhan Amanzholov           | Thailand Verrayut Sopati Narakorn Chumapai    |
| 2022    | Roi Et        | Thailand Phuthanet Khamtao Saiphirun Ruairung               | Iran Habib Naseri Mahdi Alizadeh Koyakhi      | Kina Song Jinyang Sun Xinglong                     | Kazakstan Ivailo Todorov Klim Ryukhov         |
| 2024    | Roi Et        | Iran Kashani Habib Akbaradeh Amir Ali Ghalehnovi            | Libanon Hadi El Chabib Jad Abi Karam          | Thailand Suranath Ratanapolsaen Rueangrit Wiromrat | Australien Jett Rocker-Graham Killian Donovan |